# Трилогия Генрика Сенкевича
Трилогия Генрика Сенкевича — цикл произведений польского писателя Генрика Сенкевича, включающий исторические романы «Огнём и мечом» (1883—1884), «Потоп» (1884—1886) и «Пан Володыёвский» (1887—1888). Все эти романы были встречены польскими читателями с восторгом и считаются классикой польской литературы. В первом романе описывается борьба шляхетской Речи Посполитой с казаками Хмельницкого, во втором — война со шведами 1655—1656 годов. В заключительной части трилогии поэтизируются ратные подвиги польских рыцарей в период турецкого нашествия (1672—1673). Романы неоднократно экранизировались.

## Содержание
Во всех исторических романах Генрика Сенкевича в основе сюжета лежит любовная интрига, включающая похищение девушки. Приключения главных героев (полностью или частично вымышленных персонажей) происходят на фоне масштабных исторических событий. В случае трилогии это события XVII века, когда Речь Посполитая переживала масштабный кризис: сначала вспыхнуло восстание казаков и крестьян на Украине, затем государство едва не было полностью завоевано шведами и войсками русского царя, затем начались войны с татарами и османами. Центральное место в каждом романе играет оборона крепости: Збаража в «Огнём и мечом», Ясногурского монастыря в «Потопе», Каменца-Подольского в «Пане Володыёвском».
Действие романа «Огнём и мечом» разворачивается на юго-востоке земель Короны Польской в 1647—1649 годах. Его главный герой, польский шляхтич Ян Скшетуский, влюбляется в княжну Курцевич, его соперником становится казак Юрко Богун. Когда начинается казацкое восстание, Богун из-за своей любви присоединяется к повстанцам. Скшетуский попадает в плен, но сохраняет жизнь благодаря тому, что прежде по случайности спас жизнь Богдану Хмельницкому. Он становится свидетелем поражений польской армии, позже получает свободу и сражается под началом князя Иеремии Вишневецкого. Рядом с ним сражаются друзья — непобедимый фехтовальщик Михал Володыёвский, хитрец Ян Онуфрий Заглоба, простодушный силач Лонгин Подбипятка.
Поляки оказываются осаждены в Збараже, и у стен этой крепости происходят битвы эпического размаха. Когда осаждённые начинают голодать, Подбипятка пытается пробраться через кольцо окружения, чтобы рассказать о происходящем королю и ускорить прибытие помощи, но погибает. Добраться до короля удаётся Скшетускому. Вскоре он узнаёт, что осада снята и что с Хмельницким заключён мир. После этого происходит встреча Скшетуского с княжной, которую его друзья смогли вырвать из рук Богуна. В эпилоге поляки громят казаков при Берестечке.
В романе «Потоп» действие происходит в 1655—1657 годах, во время Первой Северной войны. Главный герой здесь — хорунжий оршанский Анджей Кмитиц, человек буйный и своевольный, помолвленный с дочерью литовского помещика Александрой Биллевич. Из-за его бесчинств Александра разрывает помолвку. Кмитиц похищает невесту, но терпит поражение в поединке с Михалом Володыёвским и отказывается от своих притязаний. После этого он поступает на службу к гетману Янушу Радзивиллу. Тот переходит на сторону шведов и обманом склоняет к тому же Кмитица. Впоследствии Кмитиц понимает свою ошибку. Почти вся Речь Посполитая к тому времени занята шведами, казаками и войсками русского царя, а король вынужден скрываться в Силезии. Приняв имя Бабинич, Кмитиц сначала возглавляет оборону от шведов Ясногурского монастыря, а затем находит короля и предлагает ему свои услуги.
С новой силой разгорается война, в которой участвуют в том числе Володыёвский и Заглоба. Кмитиц совершает множество подвигов, в то время как Александру насильно удерживает брат гетмана Богуслав Радзивилл. Тяжело раненный в бою с трансильванцами, главный герой возвращается в своё поместье, и в финале его соседи узнают о его заслугах из королевского манифеста. После этого Кмитиц женится на Александре.
В романе «Пан Володыёвский» действие происходит в 1668—1672 годах, главным героем здесь становится Михал Володыёвский. После многих любовных неудач он обретает счастье в браке с Барбарой (Басей) Езёрковской. Основные события разворачиваются на границе со степью, где Володыёвский во главе отряда ведёт малую войну с татарами, казаками и разбойниками. В числе его подчинённых оказывается Азья, сын Тугай-бея. Влюблённый в Басю, Азья пытается её похитить и переходит на сторону турок, но его берут в плен и казнят. Позже Володыёвский принимает участие в обороне от османов Каменца-Подольского. Он взрывает вместе с собой крепостные запасы пороха, когда комендант решает сдаться. В эпилоге Ян Собеский громит врага при Хотине.

## Создание и публикация
Генрик Сенкевич начинал свою писательскую деятельность как автор небольших произведений, написанных в духе реализма и критически рассматривавших жизнь современной ему Польши. К началу 1880-х годов он разочаровался в современности, которая казалась ему слишком серой и безрадостной, и обратил внимание на историю, в которой, по его мнению, «разыгрываются великие события и выступают великие люди. Там есть к чему и чем воспламеняться: сильные характеры, большие преступления и большое самопожертвование».
Тогда же писатель пришёл к мнению о том, что литература должна сочетать в себе жизненную правду с «утешением отчаивающихся», которых должно было быть особенно много в Польше XIX века, разделённой между несколькими державами и лишённой надежд на восстановление национальной независимости. Сенкевич писал, что нужно «укреплять здоровье, а не плодить гниль», «связывать, что развязано, объединять души и… быть знамением завета между „старым и новым временем“». Решая эти задачи, он взялся за создание серии исторических романов. Согласно воспоминаниям одного из друзей, писатель хотел «показать своему обществу, что были ещё худшие времена, более страшные и горестные, и что, несмотря на это, пришли спасение и возрождение»; сам Сенкевич в эпилоге к заключительной части трилогии уточнил, что весь цикл написан «для поддержания духа».
XVII век был выбран в качестве времени действия как эпоха всеобъемлющего национального кризиса. К тому же Сенкевич хорошо знал литературу этой эпохи и, по собственному признанию, «художественно чувствовал» её лучше, чем другие периоды польской истории. Роман «Огнём и мечом», ставший первой частью цикла, начал выходить в варшавской газете «Слово» в мае 1882 года. Он был опубликован полностью к 1884 году. Вторая часть, «Потоп», выходила в 1884—1886 годах в «Слове», краковском «Времени» и «Дзеннике познанском», а в 1886 году увидела свет в Варшаве в качестве отдельной книги. Третья часть, «Пан Володыёвский», публиковалась в тех же газетах в 1887—1888 годах.

## Оценки
Все части трилогии имели огромный успех у польской читательской публики. Они были восприняты с живым интересом и даже с восторгом: по словам Стефана Жеромского, каждой новой главы дожидались «все, даже люди, которые никогда ничего не читают». Трилогия стала самым известным циклом в истории польской литературы, причём во время Второй мировой войны её популярность ещё больше выросла. Читателей привлекали эпичность изложения, динамичность и непредсказуемость сюжета, яркие образы центральных персонажей, стилизованный под старину язык.
Мнения критиков о романах Сенкевича намного менее однозначны. В первой части трилогии, романе «Огнём и мечом», специалисты с самого начала замечали крайнюю тенденциозность изложения: описывая восстание Хмельницкого, автор однозначно встаёт на сторону Польши. Повстанцы здесь изображены как вечно пьяные грабители, ослабляющие отечество своим бунтом, а польская шляхта — как сословие, наделённое политической мудростью и воюющее с казаками ради государственного блага. Злодею Богдану Хмельницкому, поднявшему мятеж из-за личных обид, противопоставлен патриот Иеремия Вишневецкий. Уделяя много внимания батальным сценам, Сенкевич оставляет за пределами повествования поражения поляков (например, битвы при Пилявцах и Зборове только упоминаются), зато он подробно описывает мелкие стычки, раздувая их масштабы. Из-за этого даже современников писателя поражало то, насколько показанная им картина не соответствует историческим реалиям.
Представители консервативного лагеря высоко оценили «Огнём и мечом» за идеализацию шляхты, в то время как либералы раскритиковали этот роман. Болеслав Прус в своей рецензии отметил, что Сенкевич полностью проигнорировал социальные причины восстания Хмельницкого: «Он только нарисовал циферблат, но не показал колёса и пружины», из-за чего в романе показан всего лишь личный конфликт на слишком широком для него фоне. Этот же автор констатировал, что Сенкевич дал «изображение истории… в главных чертах негативное, противоположное ей: там, где была выпуклость, сделал вогнутость, и наоборот».
В «Потопе» писатель переложил ответственность за ослабление Польши с казаков на шляхту. Сенкевич признаёт, что это сословие в ходе войны со шведами предало родину, но его общий подход к историческому материалу остаётся прежним. По ходу повествования Сенкевич описывает всенародное единение перед лицом захватчиков и смягчает характеристики изменников. В «Пане Володыёвском» автор отказывается от показа широкого исторического фона; этот роман значим в первую очередь как заключительная часть цикла.
Трилогия Сенкевича стала самым популярным циклом в истории польской литературы. Она считается высшим достижением писателя, хотя на Западе более известен его роман «Камо грядеши», а в романе «Крестоносцы» специалисты видят больше историзма.

## Экранизации
- Оборона Ченстоховы (1913)
- Потоп (1915)
- Огнём и мечом (1962)
- Пан Володыёвский (1968)
- Приключения пана Михала (телесериал, 1969)
- Потоп (1974)
- Огнём и мечом (1999)